# Lords of the Fallen (videojuego de 2023)
Lords of the Fallen es videojuego de rol de acción desarrollado por Hexworks y publicado por CI Games. Es el sucesor del videojuego de 2014 del mismo nombre y se lanzó en octubre de 2023 para Windows, PlayStation 5 y Xbox Series X|S.

## Jugabilidad
Lords of the Fallen es un videojuego de rol de acción que se juega desde una perspectiva en tercera persona. Al igual que su predecesor, los jugadores pueden usar armas cuerpo a cuerpo y magia para derrotar a los enemigos y su jugabilidad y sistema de combate adoptan elementos de los juegos Soulslike. La campaña del juego se puede completar en cooperación con otro jugador. El juego también cuenta con un modo multijugador de jugador contra jugador. Al comienzo del juego, los jugadores pueden crear y personalizar su propio avatar de jugador y elegir entre una de las nueve clases de personajes. El juego está ambientado en un mundo interconectado, uno que es varias veces más grande que el del juego de 2014. En este, dos mundos se superponen uno encima del otro. El mundo de Axiom es el reino de los vivos, pero los jugadores pueden usar una linterna mágica para acceder a Umbral, el reino de los muertos. A pesar de compartir el mismo espacio físico, se puede llegar a un área inaccesible en un reino visitando el otro reino. Cuando el jugador muere, será transportado a Umbral, donde deberá regresar a Axiom y recuperar los puntos de experiencia perdidos. Cuando el jugador muere en el reino Umbral, reaparecerá en su último punto de guardado y perderá los puntos de experiencia no gastados. Los puntos de guardado son pocos y distantes en cada región, aunque los jugadores pueden crear sus propios puntos de guardado utilizando materiales recolectados de los monstruos del Umbral.

## Desarrollo
En diciembre de 2014 Tomasz Gop, productor ejecutivo de Lords of the Fallen (2014), confirmó el desarrollo de una secuela. En mayo de 2015, CI Games anunció que el juego se lanzaría en 2017 y confirmó que Deck13 Interactive, el desarrollador principal del primer juego, no estaría involucrado. Gop reveló en 2017 que el juego pasó dos años en etapa conceptual, y CI Games redujo significativamente el tamaño del equipo de desarrollo y redujo el alcance del juego, luego del decepcionante lanzamiento de Sniper: Ghost Warrior 3. En 218 CI Games anunció que Defiant Studios lideraría el desarrollo y que lo reiniciarían desde cero. Sin embargo, CI Games rescindió su contrato con Defiant un año después, ya que consideró que sus trabajos en el juego eran "inadecuados". Luego, CI Games fundó Hexworks en 2020, dirigida por Saul Gascon, productor ejecutivo, y Cezar Virtosu, director creativo, para trabajar en el videojuego. Lords of the Fallen fue desarrollado usando el motor Unreal Engine 5. Este se reveló oficialmente durante la Gamescom de 2022 como The Lords of the Fallen. Luego fue rebautizado como simplemente Lords of the Fallen en marzo de 2023. Virtosu reveló que el juego una vez se llamó Lords of the Fallen: The Dark Crusade, aunque el estudio eliminó este nombre por no reflejar el estado del juego como un reinicio de la serie. Hexworks tenía grandes ambiciones para el juego, y Virtosu agregó que el estudio se propuso ser "la segunda referencia [después de FromSoftware]" para el género Soulsborne al querer hacer "Dark Souls 4.5". Lords of the Fallen se lanzará el 13 de octubre de 2023 para PC con Windows, PlayStation 5 y Xbox Series X y Series S.